# Aleksandra Beļcova
Aleksandra Mitrofanovna Beļcova (rusă Бельцова, Александра Митрофановна, n. 17 martie 1892, Surazh⁠(d), Cernigov⁠(d), Imperiul Rus – d. 1 februarie 1981, Riga, Republica Sovietică Socialistă Letonă, URSS) a fost o pictoriță letonă și rusă.

## Biografie
Aleksandra Beļcova a absolvit gimnaziul pentru femei în Novozibkov în 1912. Mai târziu a început studiile la școala de artă din orașul Penza, pe care a absolvit-o în 1917. În timp ce se afla în Penza s-a întâlnit cu câțiva pictori letoni care au studiat acolo ca refugiați. Printre ei se afla Romans Suta, Jēkabs Kazaks, Konrads Ubāns și Voldemārs Tone. S-au format relații strânse între ea și Romans Suta, un alt pictor leton care a studiat în Penza. În 1917 a mers la Petrograd și a studiat în Atelierul de Stat pentru Artă Liberă sub îndrumarea lui Nathan Altman. Aici, la Petrograd,  prima sa expoziție solo a avut loc în 1919. Imediat după expoziție, s-a mutat în Letonia împreună cu Romans Suta și a devenit membru al grupului de artiști din Riga. Cuplul s-a căsătorit în 1922 la Riga și după căsătorie au vizitat Paris, Berlin și Dresda. În 1923, fiica lor Tatiana s-a născut la Paris. 
În 1925 a pictat Alb și negru (Baltā un melnā). Pictura este din perioada de început a artistei și se numără printre cele mai faimoase picturi ale sale. A fost pictată cu vopsele în ulei și are dimensiunile de 100x120 cm. Pictura se află la Muzeul Național de Artă al Letoniei din Riga. Pictura prezintă  două femei - o fată de culoare din Thailanda în prim plan și o femeie caucaziană din Italia pe o canapea, purtând o tunică și ținând un evantai în mâna dreaptă. Femeia de pe canapea este Biruta Ozolina, soția ambasadorului italian în Thailanda, Amadori. Împreună cu familia sa, Biruta Ozolina a vizitat adesea Letonia.
Ea a fost implicată în expozițiile grupului Roller și în Asociația Artiștilor Plastici din Riga în anii următori. Picturile sale au fost în cea mai mare parte portrete și natură statică, începând cu influențe cubiste, au preluat din stilul realist în anii următori. Mediile sale preferate erau uleiurile, acuarelele și artele grafice, ea a pictat și pe porțelan . 
Beļcova a decedat la 1 februarie 1981.
Casa Aleksandrei Belcova și a lui Romans Suta de pe strada Elizabetes 57A-26 din Riga este acum transformată în muzeu memorial și galerie de artă.

## Vezi și
- Listă de pictori letoni